# Viktor Jaroslavcev
Viktor Jaroslavcev (rusko Виктор Ярославцев), ruski hokejist, * 16. julij 1945, Moskva, Rusija, † 3. marec 1996, Rusija.
Jaroslavcev je v sovjetski ligi igral za klub Spartak Moskva, skupno na 315-ih prvenstvenih tekmah, na katerih je dosegel 132 golov. Za sovjetsko reprezentanco je nastopil na enem svetovnem prvenstvu, na katerem je osvojil zlato medaljo. Za reprezentanco je skupno nastopil na sedemnajstih tekmah, na kateri je dosegel tri gole. Umrl je leta 1996 v starosti enainpetdesetih let.

## Pregled hokejske kariere
Odebeljeno - reprezentančni nastopi, glej tudi Statistika pri hokeju na ledu.
| Moštvo          | Liga                 | Sezona |    | Redni del | Redni del | Redni del | Redni del | Redni del | Redni del |   | Končnica | Končnica | Končnica | Končnica | Končnica | Končnica |
| --------------- | -------------------- | ------ | -- | --------- | --------- | --------- | --------- | --------- | --------- | - | -------- | -------- | -------- | -------- | -------- | -------- |
| Moštvo          | Liga                 | Sezona | OT | G         | P         | T         | +/-       | KM        | OT        | G | P        | T        | +/-      | KM       |          |          |
| Spartak Moskva  | Sovjetska liga       | 61/62  |    |           | 1         |           | 1         |           |           |   |          |          |          |          |          |          |
| Spartak Moskva  | Sovjetska liga       | 62/63  |    |           |           |           |           |           |           |   |          |          |          |          |          |          |
| Sovjetska zveza | Svetovno prvenstvo A | 67     |    | 5         | 1         | 1         | 2         |           | 4         |   |          |          |          |          |          |          |
| Skupaj          |                      |        |    | 5         | 2         | 1         | 3         |           | 4         |   |          |          |          |          |          |          |